# Montecatini Alto
Montecatini Alto is het oudste hoger gelegen gedeelte van de Italiaanse gemeente Montecatini Terme.